# Siem Uijtendaal
Siem Uijtendaal (Velsen, 5 mei 2001) is een Nederlandse basketballer die speelde voor Apollo Amsterdam in de Dutch Basketball League (DBL). Sinds 2020 speelt hij in de Verenigde Staten op Division 1 college basketbal niveau.

## Carrière
Uijtendaal is al een tijdje actief in de jeugdopleiding van BC Apollo. In de zomer van 2017 speelde hij mee met het Nederlands onder 16 team op het jeugd EK. Daar behaalde het Nederlands jeugdteam in de B-divisie een zilveren medaille. Afgelopen seizoen kwam hij uit voor zowel Apollo U18 als het DTL team van Apollo, waarin hij met beide teams kampioen van Nederland werd. Per seizoen 2018-2019 is Uijtendaal officieel bij heren 1 op het rooster gezet . Na een succesvol seizoen bij heren 1, waarin hij gemiddeld 9 punten per wedstrijd scoorde, won hij de prijs van Sportman van het jaar in de gemeente Velsen.
Ook greep Uijtendaal de kans om zich in de zomer van 2020 aan te sluiten bij het college basketbal team van de Canisius Golden Griffins in Buffalo, New York.

## Erelijst
- Landskampioen U24 (2018)
- Landskampioen U21 (2019)
- Velsen Sportman van het jaar (2019)